# Elsie Toles
Elsie Toles (* 19. September 1888 in Bisbee, Arizona-Territorium; † 29. August 1957 in Douglas, Arizona) war eine US-amerikanische Lehrerin, Professorin und Politikerin (Republikanische Partei).

## Werdegang
Elsie Toles wurde 1888 in dem damaligen Bergarbeiterlager Bisbee geboren, der heutigen Kreisstadt vom Cochise County. Ihre Kindheit war von den Geschichten ihrer Eltern und Großeltern über Apachen-Überfälle, veranstalteten Raubüberfällen und dem frühen Leben im Bergarbeiterlager im Cochise County überschattet. Toles war eines von vier Mädchen, welches einen Abschluss an der Bisbee High School machte. Später besuchte sie ein Jahr lang das Pomona College in Kalifornien, bevor ihre Mutter verstarb. Dadurch war sie gezwungen ihr Studium aufzugeben. Toles kehrte nach Hause zurück, um sich um ihre 12 Jahre alte Schwester, Myriam, und ihren 8 Jahre alten Bruder, Silas, zu kümmern.
In der Folgezeit erhielt sie Teaching Credentials von der State Normal School in San José (Kalifornien). Als Folge davon konnte sie zwei Jahre lang in Bisbee als Lehrerin tätig sein. Danach nahm sie ihre beiden Geschwister mit sich an die University of Michigan in Ann Arbor (Michigan), wo sie ein Jahr lang fachbezogenen Studien in Pädagogik nachging. Im Anschluss kehrte sie mit ihren Geschwistern in das Arizona-Territorium zurück. In der Folgezeit unterrichtete sie ein Jahr lang in Bisbee und zwei Jahre lang in Douglas.
An diesem Punkt ihrer Laufbahn trat die Republikanische Partei vom Cochise County an sie heran, um sie für die Kandidatur für den Posten als County Superintendent of Public Instruction zu gewinnen. Sie trat an. Obwohl der County von der Demokratischen Partei stark dominiert war, gewann sie die Wahl. Toles bekleidete den Posten zwei Amtszeiten lang und verbrachte so vier Jahre mit der Beaufsichtigung der Landschulen. Über diese Zeit sagte sie später folgendes:

“[It was] a formidable task that meant driving over dirt roads in a Model T Ford. I carried tools to repair and inflate a flat tire and also a five gallon emergency can of gas ... One school was perched on top of a mountain at the end of a winding road. The gas tank, located beneath the car’s front seat, was lower than the carburetor when I tried to drive up the steep mountain. So the only way I could get to the school was to drive backwards for three miles.”

„[Es war] eine furchtbare Tätigkeit, die das Fahren über unbefestigte Straßen in einem Modell T Ford bedeutete. Ich beförderte Werkzeug zum Reparieren und Aufpumpen eines platten Reifens und einen 5 Gallonen-Notkanister Benzin ... Eine Schule lag auf einem Berg am Ende einer kurvenreichen Landstraße. Der Benzintank, der sich unter dem Vordersitz des Autos befand, war niedriger als der Vergaser als ich versuchte den steilen Berg hinaufzufahren. So war die einzige Möglichkeit die Schule zu erreichen mit dem Auto 3 Meilen rückwärts zu fahren.“

Alle Schulen wiesen einen Mangel an ausgebildeten Lehrern, schlechter Ausstattung und baufälligen Gebäuden auf. Sie besaßen so gut wie nichts. Hinzu kam die Tatsache, dass einige der Mitglieder der Schulbehörde versuchten die Schule als Ort zu nutzen, um persönlichen Groll zu regeln. In einen solcher Fälle weigerte sich Toles einen Lehrer zu entlassen, welcher es geschafft hatte ein Mitglied der Schulbehörde zu verärgern. In diesem Zusammenhang sagte ihre Schwester Myriam folgendes:

“So he burned down the school house and gleefully announced that the teacher would now have to leave. Elsie decided that since the teacher had a contract and had violated no law, the board would have to pay her salary for the rest of the year. There were no more fires.”

„So brannte er ein Schulgebäude nieder und verkündete froh, dass der Lehrer jetzt gehen müsse. Elsie entschied aber, dass der Lehrer einen rechtsgültigen Vertrag hatte und gegen kein Gesetz verstoßen hatte. Als Folge davon musste die Schulbehörde ihm sein Gehalt für den Rest des Jahres bezahlen. Danach gab es keine Feuer mehr.“

Nach ihrer Zeit als County Superintendent of Public Instruction visierte Toles ein höheres Amt an. Bei den Wahlen von 1920 kandidierte sie für den Posten des Superintendent of Public Instruction von Arizona. Über diese Zeit sagte Toles folgendes:

“Campaigning through the lovely golden days of an Arizona fall, I enjoyed the prospect of the top job in school work, with the added excitement of trying my hand at things that only men had done.”

„Ich betrieb während der herrlichen leuchtenden Herbsttage in Arizona Wahlkampf. Dabei genoss ich die Aussicht auf einen Spitzenarbeitsplatz im Bildungsausschuss, mit der zusätzlichen Erregung Dinge anzugehen, welche bisher nur Männer getan haben.“

Sie gewann die Wahl und trat 1921 ihre zweijährige Amtszeit an. Bei ihrer Wiederwahlkandidatur im Jahr 1922 erlitt sie aber eine Niederlage gegen den Demokraten Charles O. Case und schied Anfang 1923 aus dem Amt. Entsprechend der Staatsverfassung von Arizona saß der Superintendent of Public Instruction von Arizona automatisch in fünf Ausschüssen, einschließlich im Begnadigungsausschuss von Arizona. Diese Erfahrung beeinflusste ihr restliches Leben. Ihre erste Nachricht von einem zum Tode verurteilten Gefangenen erhielt sie aus dem Staatsgefängnis von Florence (FSP):

“Please save my life. I am sentenced to be hanged September ninth.”

„Bitte retten sie mein leben. Ich bin verurteilt, am 9. September aufgehängt zu werden.“

Jahre später sagte Toles folgendes über ihre damalige Eindrücke:

“Receiving that was a terrific shock. For the first time I actually realized that in my new position I would have the power to send a human being to his death. There was no choice. He was guilty. He paid the penalty. But I’ll never forget the day we faced him across the parole board table ...”

„Es war ein fürchterlicher Schock. Zum ersten Mal erkannte ich, dass ich in meiner Position die Macht hatte, einen Menschen in den Tod zu schicken. Es gab aber keine andere Wahl. Er war schuldig und beglich die Strafe. Aber ich werde nie den Tag vergessen, als wir ihm beim Bewährungsausschuss gegenüber standen. ...“

Ihre Tätigkeit im Begnadigungsausschuss von Arizona hatte Auswirkungen auf ihre Niederlage bei ihrer Wiederwahlkandidatur. Toles sagte:

“As soon as we got accustomed to our work, the difference of sex had no bearing on our decisions. But it is doubtful if anyone else, besides ourselves, realized this. ... undoubtedly clear to the end, the people of Arizona credited my male colleagues with all paroles denied and held me responsible for every parole granted.”

„Sobald wir an unsere Arbeit gewöhnt waren, hatte die Geschlechterfrage keinen Einfluss auf unsere Entscheidungen. Aber es ist zweifelhaft, ob jemand anderes dies realisierte, außer uns selbst. ... zweifellos war am Ende klar, dass die Menschen in Arizona meinen männlichen Kollegen alle Begnadigungsablehnungen zuerkannten und mich für alle gewährten Begnadigungen verantwortlich hielten.“

Toles wird die Einrichtung eines Schulgesundheitswesens im Cochise County gutgeschrieben. Auf Landesebene initiierte sie ein umfangreiches Programm zur Aufstockung der Teacher Certification Standards. Sie arbeitete auch daran die finanziellen Hilfen für Schulen zu erhöhen, insbesondere der Landschulen, und unterstützte eine Bewegung mit dem Ziel den Superintendent of Public Instructions von Arizona in Zukunft zu ernennen.
Im Jahr 1923, zum Ende ihrer Amtszeit als Superintendent of Public Instruction, schloss sie ihr Masterstudium an der University of California, Berkeley und unterrichtete zwei Jahre lang als Lehrerin für Visuelles Lernen. Später wurde sie Professor für Pädagogik am San Jose College – ein Posten, den sie 17 Jahre innehatte.
Während des Zweiten Weltkrieges half sie bei der Schaffung von Kinderbetreuungszentren für Mütter, die in kalifornischen Kriegsfabriken arbeiteten. Nach ihrer Pensionierung im Jahr 1945 verfasste sie zusammen mit ihrer Schwester zwei Kinderbücher, Adventures in Apacheland und The Secret of Lonesome Valley.
Sie verstarb 1957 in Douglas und wurde dann auf dem Evergreen Cemetery in Bisbee beigesetzt.